# (255019) Fleurmaxwell
(255019) Fleurmaxwell est un astéroïde de la ceinture principale.

## Description
(255019) Fleurmaxwell est un astéroïde de la ceinture principale. Il fut découvert le 10 octobre 2005 à l'observatoire des Côtes de Meuse par Matthew Dawson. Il présente une orbite caractérisée par un demi-grand axe de 3,10 UA, une excentricité de 0,18 et une inclinaison de 1,5° par rapport à l'écliptique.

## Compléments